# Tengo famiglia
Tengo famiglia è un'espressione icastica che ricorre in numerosi contesti comunicativi, incluso quello del giornalismo politico e di costume, o in ambiti sociologici e saggistici.
Si tratta di un'espressione d'autore attribuita a Leo Longanesi, divenuta proverbiale per indicare una categoria sociologica dell'ethos italiano: è infatti utilizzata, anche come "frase a effetto", per indicare la giustificazione in base alla quale l'ethos di un individuo, di un'intera società, o di un suo sottoinsieme, è un alibi in grado di neutralizzare, giustificare o accettare alcuni comportamenti (azioni, ma anche omissioni) che sarebbero altrimenti moralmente disdicevoli, o ignobili, o perfino fortemente devianti. La frase considerata emblematica di una sorta di "vizio morale" che prospera in Italia (ma anche altrove) che comporta lo scendere a patti con la propria coscienza, l'indulgere al fatalismo della "compromissione" morale (e non di un altrimenti legittimo "compromesso"), in ossequio a "ipotetiche istanze superiori".

## Tecniche di neutralizzazione
Dinamiche di neutralizzazione intervengono in situazioni in cui ci si trova a fronteggiare e risolvere quello che la sociologia della devianza definisce una dissonanza cognitiva, vale a dire la ricomposizione della coerenza di un sistema di valori, messa alla prova da quello che il teologo cattolico Gianfranco Ravasi chiama un "conflitto di valori". In tali casi, è naturale, oltre che legittimo, che, per risolvere il conflitto, la coscienza individuale cerchi un "compromesso", inteso come accordo, un bilanciamento dei valori in gioco. Diviene patologico, invece, quando dalla elaborazione del compromesso si passa all'affidarsi alla "compromissione" morale, giustificando la scelta con l'obbedienza a imperativi morali superiori definiti in via del tutto ipotetica
Nel caso specifico della strategia cognitiva del "tengo famiglia", la giustificazione morale di comportamenti normalmente considerati esecrabili fa appello alla necessità di rendere compatibili le proprie scelte con l'esigenza di salvaguardare l'integrità o la sussistenza, fisica o economica, della cellula familiare di chi le mette in atto, anche solo per garantirne la persistenza di uno status sociale o del livello raggiunto nel tenore di vita (perfino in presenza di alti livelli di benessere materiale, come accade, in molti casi, nei fenomeni della corruzione politica e dell'evasione e della frode fiscale). La funzione consolatoria agisce anche in condizioni più affievolite, quando le azioni poco commendevoli siano ispirate dalla volontà di tener immune la propria famiglia da generiche ricadute negative. Questo atteggiamento rientra in una retorica dell'attaccamento alla famiglia (di cui il «tengo famiglia!» è l'espressione caricaturale) con cui è possibile giustificare, di fatto, ogni "rifiuto ad assumere impegni con estranei" e permette sempre di sottrarsi a responsabilità rischiose o gravose con pretesti legate alla sfera delle responsabilità familiari.

## «Tengo famiglia»: risvolti antisociali dei vincoli familiari
La tematica sottesa al "tengo famiglia" è correntemente associata a fenomeni sociali come il nepotismo, il familismo a-morale e, in generale, a quelle considerazioni critiche sulla famiglia che individuano nella cellula familiare un catalizzatore di fenomeni «regressivi e antisociali», con effetti addirittura «dirompenti» rispetto agli interessi del vivere comune e della società civile, a dispetto di visioni acriticamente positive della famiglia quale elemento promotore dell'organizzazione sociale.

## Paternità dell'espressione
(Leo Longanesi, 26 novembre 1945)
La responsabilità di aver elevato l'espressione linguistica a dignità di tòpos letterario e di categoria sociologica, viene normalmente associata alla penna feconda dell'aforista Leo Longanesi, l'acutezza del cui intuito, in tema di costume italiano, lo indusse a considerare la frase come una compiuta sintesi dell'abito morale e civile dell'intero popolo italiano, o addirittura, più in generale, «di un certo spirito latino», tanto da spingerlo a proporre, con intenti ironici e provocatori, l'adozione della frase quale degno motto da imprimere idealmente sulla bandiera tricolore d'Italia.
È da segnalare, comunque, come, nel sentire comune, tale proposta sia spesso attribuita alla penna dello scrittore Ennio Flaiano  (autore di altri corrosivi e fortunati aforismi).

## Ambiti di validità
Il mezzo giustificativo sotteso a questa locuzione non si riflette sulle azioni tendenti a una tutela dell'istituzione familiare considerata in sé, né alla protezione di nuclei familiari altrui, ma dispiega i propri effetti 'unicamente' sui comportamenti connessi alla tutela della 'propria' sfera familiare: una tale attenuazione del giudizio morale entra in gioco non solo quando i comportamenti messi in atto siano lesivi dell'interesse collettivo, ma perfino quando a essere lesa è l'integrità della sfera familiare altrui.
Il ricorso alla circostanza del "tener famiglia" diviene, in questo modo, una tecnica di neutralizzazione, in grado di annullare, o almeno attenuare o neutralizzare, la responsabilità morale di chi, ad esempio, essendo venuto a conoscenza di fatti criminali, e temendo azioni di ritorsione, si trincera dietro comportamenti omissivi, omertosi o reticenti, astenendosi dal segnalare quei fatti all'Autorità giudiziaria oppure negando o falsificando la propria testimonianza su di essi. Alla stessa fonte giustificativa vengono annesse le condotte deboli di alcuni funzionari dello stato nel fronteggiare fenomeni di tipo criminale o mafioso, in antitesi al comportamento di altre figure, il cui 'eroismo' ha avuto l'effetto di una condanna a morte.
La giustificazione "familistica" viene invocata ogni qualvolta vi siano deviazioni da comportamenti improntati a doti di civismo: ad esempio,  astenendosi dal soccorrere una persona aggredita o in difficoltà, al fine di salvaguardare non solo la propria integrità fisica, ma il peso, anche  economico, che la propria integrità assume nel contesto della propria famiglia.
La stessa giustificazione è stata chiamata in causa con riferimento ai meccanismi psicologici sottostanti a comportamenti devianti messi in atto da figure investite di responsabilità politiche o amministrative del bene comune, venuti a galla nel corso di inchieste sulla corruzione, come quelle della stagione di Mani pulite.

## Familismo amorale
La locuzione "tengo famiglia" è riconducibile a una varietà linguistica semicolta, o a un registro espressivo dell'italiano popolare e vernacolare, come sottolineato dalla sostituzione del verbo "avere" con "tenere", secondo un uso che rimanda soprattutto ad aree linguistiche del Sud Italia.
Infatti, la tendenza a giustificare comportamenti "amorali", sulla base di responsabilità derivanti dai vincoli familiari, è stata indagata in diversi studi sociologici, dai quali è emerso come essa sia declinata con accenti di maggiore intensità in determinate società e aree geografiche. Vanno segnalati, a questo proposito, i lavori del sociologo Edward C. Banfield che, negli anni cinquanta, analizzando le "strutture sociali" di una comunità dell'Italia meridionale (in un'ottica comparativa con altri sistemi sociali), ha enucleato e riconosciuto l'archetipo del "familismo amorale", un'espressione che ha avuto anch'essa una notevole fortuna in similari ambiti della comunicazione.

## Altri usi
La frase viene utilizzata anche come stigmatizzazione, amara o ironica, di altrui comportamenti egoistici o asociali, ma blandamente ignobili o devianti. In tutt'altro contesto è utilizzata in maniera autoironica, per indicare l'autocompatimento di chi fa mostra della propria condizione di persona impedita, dai doveri familiari, ad assumere condotte di vita più gaudenti e dissipate.